# LINEAR
| LINEAR NEAT Spacewatch LONEOS | CSS Pan-STARRS NEOWISE Altri |

Oggetti NEO rilevati da indagini dedicate:

Il progetto LINEAR (acronimo di Lincoln Near-Earth Asteroid Research), è un programma di ricerca del Lincoln Laboratory del MIT, in collaborazione con l'USAF e la NASA, per l'individuazione sistematica dei NEO (near-Earth object) tramite un telescopio robotico.
Il progetto divenne operativo nel 1996 coi primi test su un telescopio di un metro di apertura GEODSS (Ground-based Electro-Optical Deep Space Surveillance) dell'aviazione americana, che venne dotato di una camera CCD da 2560x1960 pixel. Varie migliorie vennero fatte col tempo e la magnitudine limite della strumentazione arrivò a circa 20,5.
Al 15 settembre 2011 il programma contava la scoperta di 231.082 oggetti dei quali almeno 2423 erano NEO e 279 erano comete.

## Storia del progetto
La fattibilità tecnologica del progetto è nata negli anni '90, in seguito al miglioramento raggiunto dai laboratori Lincoln nello sviluppo di nuovi dispositivi CCD di grande formato retroilluminati, testati ed utilizzati con successo per aggiornare i telescopi del progetto GEODSS, finalizzato al tracciamento e sorveglianza di oggetti artificiali in orbita terrestre.  Nel 1996 il Lincoln ha così svolto un programma biennale sui GEODSS per rilevare asteroidi (a quel tempo denominati pianeti minori) e comete. Nel 1998 nasce il programma LINEAR, supportato anche dalla NASA che, quasi contemporaneamente attiva il programma Near Earth Object Observations (NEOO)  finalizzato alla scoperta e catalogazione degli oggetti naturali orbitanti nella regione denominata "near-Earth", cioè entro i 150 milioni di chilometri dal Sole. Tale programma, nato con lo scopo di catalogare oggetti di circa un chilometro di diametro, cioè quelli a rischio di disastro globale in seguito ad impatto, fu ampliato nel 2005 per la ricerca dei NEO aventi un diametro superiore ai 140 metri; così LINEAR iniziò una collaborazione con la NASA ed altre indagini osservative che congiuntamente condividono da allora i dati risultanti nell'archivio NEO del Minor Planet Center (MPC) dell'Unione Astronomica Internazionale, gestito dallo Smithsonian Astrophysical Observatory.
Nel 2013, il programma LINEAR è proseguito utilizzando lo Space Surveillance Telescope (SST), un telescopio ottico con un ampio piano focale curvo da 3,5 metri  per il tracciamento dei detriti spaziali situato presso il complesso militare di White Sands Missile Range. Il programma è sostenuto anche dall'agenzia governativa DARPA.
Nel 2017 il telescopio è stato trasferito in Australia presso la stazione di comunicazione navale Harold E. Holt, sulla costa nord occidentale vicino a Exmouth.

### Titolazione dei corpi scoperti
A seguito del notevole numero di asteroidi scoperti dal progetto, dal 2001 il laboratorio Lincoln, in collaborazione con l'organizzazione divulgativa no-profit Society for Science & the Public premia con il diritto di nomina dei corpi gli studenti meritevoli distintisi in competizioni scientifiche delle scuole primarie e secondarie di tutto il mondo. Il programma di sensibilizzazione, chiamato Ceres Connection after Ceres, the first asteroid ever discovered premia annualmente circa 250 persone a cui viene offerto di titolare con il proprio nome, o il nome dell'istituto scolastico di appartenenza, un asteroide scoperto da LINEAR.

### Principali asteroidi scoperti
- (214869) 2007 PA8[8]
- (450894) 2008 BT18
- 2010 AL30
- 21623 Albertshieh

### Principali comete scoperte
- C/1999 S4 LINEAR[9]
- C/2000 WM1 LINEAR[10]
- C/2001 A2 LINEAR[11]
- C/2002 T7 LINEAR[12]